# Bob Carmichael
Robert „Bob“ Carmichael (* 4. Juli 1940 in Melbourne, Victoria; † 18. November 2003 ebenda) war ein australischer Tennisspieler.

## Karriere
Carmichael feierte seine größten Erfolge im Doppel und gewann zwölf Titel, die meisten davon mit Landsmann Ray Ruffels. Er stieß bis auf Position 23 der Doppel-Weltrangliste vor und erreichte bei allen vier Grand-Slam-Turnieren mindestens das Halbfinale. Sein größter Erfolg auf dieser Ebene war der Finaleinzug bei den Australian Open 1975.
Im Einzel gewann er mit den Heinecken Open ebenfalls ein Turnier, über Weltranglistenposition 55 kam er allerdings nicht hinaus.
Nach Abschluss seiner aktiven Karriere im Jahr 1979 arbeitete er als Trainer für Tennis Australia. Er starb 63-jährig in seiner Heimatstadt Melbourne.

## Erfolge
| Legende            |
| Grand Slam         |
| Tennis Masters Cup |
| ATP Masters Series |
| Grand Prix (13)    |

| ATP-Titel nach Belag |
| Hartplatz (0)        |
| Sand (6)             |
| Rasen (4)            |
| Teppich (3)          |

### Einzel

#### Turniersiege
| Nr. | Datum        | Turnier  | Belag     | Finalgegner | Ergebnis      |
| --- | ------------ | -------- | --------- | ----------- | ------------- |
| 1.  | 7. März 1971 | Auckland | Hartplatz | Allan Stone | 7:6, 7:6, 6:3 |

#### Finalteilnahmen
| Nr. | Datum           | Turnier      | Belag       | Finalgegner  | Ergebnis           |
| --- | --------------- | ------------ | ----------- | ------------ | ------------------ |
| 1.  | 17. August 1969 | Haverford    | Rasen       | Cliff Richey | 4:6, 9:7, 2:6, 4:6 |
| 2.  | 19. April 1970  | Charlotte    | Sand        | Cliff Richey | 4:6, 4:6           |
| 3.  | 30. August 1970 | South Orange | Rasen       | Rod Laver    | 4:6, 2:6, 2:6      |
| 4.  | 25. April 1976  | Sacramento   | Teppich (i) | Tom Gorman   | 2:6, 6:7           |

### Doppel

#### Turniersiege
| Nr. | Datum             | Turnier      | Belag       | Partner        | Finalgegner                    | Ergebnis                |
| --- | ----------------- | ------------ | ----------- | -------------- | ------------------------------ | ----------------------- |
| 1.  | 8. November 1970  | Buenos Aires | Sand        | Ray Ruffels    | Željko Franulović Jan Kodeš    | 7:5, 6:2, 5:7, 6:7, 6:3 |
| 2.  | 7. März 1971      | Auckland     | Hartplatz   | Ray Ruffels    | Brian Fairlie Raymond Moore    | 6:3, 6:7, 6:4, 4:6, 6:3 |
| 3.  | 29. August 1971   | South Orange | Hartplatz   | Tom Leonard    | Clark Graebner Erik van Dillen | 6:4, 4:6, 6:4           |
| 4.  | 20. Februar 1972  | Toronto      | Teppich (i) | Ray Ruffels    | Roy Emerson Rod Laver          | 6:4, 4:6, 6:4           |
| 5.  | 16. April 1972    | Quebec       | Teppich (i) | Ray Ruffels    | John Alexander Terry Addison   | 4:6, 6:3, 7:5           |
| 6.  | 12. August 1973   | Tanglewood   | Sand        | Frew McMillan  | Ismail El Shafei Brian Fairlie | 6:3, 6:4                |
| 7.  | 19. August 1973   | Indianapolis | Sand        | Frew McMillan  | Manuel Orantes Ion Țiriac      | 6:3, 6:4                |
| 8.  | 7. Oktober 1973   | Quebec       | Teppich (i) | Frew McMillan  | Jimmy Connors Marty Riessen    | 6:2, 7:6                |
| 9.  | 12. Januar 1975   | Auckland     | Rasen       | Ray Ruffels    | Brian Fairlie Onny Parun       | 7:6, aufgg.             |
| 10. | 6. November 1976  | Tokio        | Sand        | Ken Rosewall   | Ismail El Shafei Brian Fairlie | 6:4, 6:4                |
| 11. | 28. November 1976 | Bangalore    | Sand        | Ray Ruffels    | Chiradip Mukerjea Bhanu Nunna  | 6:2, 7:6                |
| 12. | 23. Juli 1978     | Båstad       | Sand        | Mark Edmondson | Péter Szőke Balázs Taróczy     | 7:5, 6:4                |

#### Finalteilnahmen
| Nr. | Datum              | Turnier           | Belag         | Partner          | Finalgegner                    | Ergebnis           |
| --- | ------------------ | ----------------- | ------------- | ---------------- | ------------------------------ | ------------------ |
| 1.  | 29. November 1970  | Stockholm (1)     | Hartplatz (i) | Owen Davidson    | Arthur Ashe Bob Lutz           | 0:6, 7:5, 5:7      |
| 2.  | 16. Mai 1971       | Teheran           | Sand          | Ray Ruffels      | John Newcombe Tony Roche       | 4:6, 7:6, 1:6      |
| 3.  | 18. Juli 1971      | Washington        | Sand          | Ray Ruffels      | Tom Okker Marty Riessen        | 6:7, 2:6           |
| 4.  | 2. Dezember 1972   | Johannesburg      | Hartplatz     | Terry Addison    | John Newcombe Fred Stolle      | 3:6, 4:6           |
| 5.  | 16. Juni 1973      | Nottingham        | Rasen         | Frew McMillan    | Tom Gorman Erik van Dillen     | 4:6, 1:6           |
| 6.  | 15. Juli 1973      | Båstad            | Sand          | Frew McMillan    | Nikola Pilić Stan Smith        | 6:2, 4:6, 4:6      |
| 7.  | 29. Juli 1973      | Bretton Woods     | Sand          | Frew McMillan    | Rod Laver Fred Stolle          | 6:7, 6:4, 5:7      |
| 8.  | 16. September 1973 | Seattle           | Teppich (i)   | Frew McMillan    | Tom Gorman Tom Okker           | 6:2, 4:6, 6:7      |
| 9.  | 21. Oktober 1973   | Madrid            | Sand          | Frew McMillan    | Ilie Năstase Tom Okker         | 3:6, 0:6           |
| 10. | 11. November 1973  | Stockholm (2)     | Hartplatz (i) | Frew McMillan    | Jimmy Connors Ilie Năstase     | 3:6, 7:6, 2:6      |
| 11. | 1. Januar 1975     | Australian Open   | Rasen         | Allan Stone      | John Alexander Phil Dent       | 3:6, 6:7           |
| 12. | 20. April 1975     | Denver            | Teppich (i)   | Allan Stone      | Roy Emerson Rod Laver          | 2:6, 6:3, 5:7      |
| 13. | 18. Mai 1975       | Las Vegas         | Hartplatz     | Cliff Drysdale   | John Alexander Phil Dent       | 1:6, 4:6           |
| 14. | 16. November 1975  | Hongkong          | Hartplatz     | Sandy Mayer      | Tom Okker Ken Rosewall         | 3:6, 4:6           |
| 15. | 30. Mai 1976       | Düsseldorf        | Sand          | Raymond Moore    | Wojciech Fibak Karl Meiler     | 4:6, 6:4, 4:6      |
| 16. | 31. Oktober 1976   | Perth             | Teppich (i)   | Ismail El Shafei | Dick Stockton Roscoe Tanner    | 7:6, 1:6, 2:6      |
| 17. | 5. März 1978       | Miami             | Teppich (i)   | Brian Teacher    | Tom Gullikson Gene Mayer       | 6:7, 3:6           |
| 18. | 30. Juli 1978      | Hilversum         | Sand          | Mark Edmondson   | Tom Okker Balázs Taróczy       | 6:7, 6:4, 5:7      |
| 19. | 24. Dezember 1978  | Sydney            | Rasen         | Syd Ball         | Hank Pfister Sherwood Stewart  | 4:6, 4:6           |
| 20. | 18. März 1979      | Washington        | Teppich (i)   | Brian Teacher    | Bob Lutz Stan Smith            | 4:6, 5:7, 6:3, 6:7 |
| 21. | 1. April 1979      | Stuttgart         | Hartplatz (i) | Brian Teacher    | Wojciech Fibak Tom Okker       | 3:6, 7:5, 6:7      |
| 22. | 16. September 1979 | Woodlands Doubles | Hartplatz     | Tim Gullikson    | Marty Riessen Sherwood Stewart | 3:6, 2:2 aufgg.    |